# Albanische Luftstreitkräfte
Die Albanischen Luftstreitkräfte (albanisch Forca Ajrore Shqiptare) sind eine selbständige Teilstreitkraft der Albanischen Streitkräfte.

## Geschichte
Erste Versuche zum Aufbau einer Luftwaffe in Albanien gehen auf das Jahr 1914 zurück. Durch den Ausbruch des Ersten Weltkriegs wurde das Projekt aber gestoppt. Erst Ende der 1930er Jahre wurden angehende Piloten zur Ausbildung ins Ausland geschickt.
Das Königliche Albanische Luftkorps wurde 1914 zunächst mit drei österreichischen Militärflugbooten vom Typ Lohner H gegründet. Später wurden drei Militäraufklärungsflugzeuge vom Typ Lohner B.I. Serie 11 eingesetzt. Aufgrund des Ausbruchs des Ersten Weltkriegs wurden diese jedoch nicht ausgeliefert. Nach dem Krieg wurde beschlossen, vier Militäraufklärungsflugzeuge vom Typ Albatros C.XV/L.47 und ein Schulflugzeug vom Typ Albatros C.XV/L.47b einzusetzen. Diese wurden ausgeliefert. Bis zum Ausbruch des Zweiten Weltkriegs 1939 waren jedoch nur noch zwei Flugzeuge übrig. Danach verzögerte sich Albaniens Entwicklung aufgrund des Krieges mit Italien.
Nach dem Zweiten Weltkrieg baute Albanien, das Teil des Ostblocks geworden war, seine Luftwaffe mit Hilfe der Sowjetunion wieder auf. 1947 wurde eine Luftraumüberwachung aufgebaut. 1951 kam es zur offiziellen Gründung der Albanischen Luftstreitkräfte. Das  Kampfgeschwader wurde in Tirana auf dem Flugplatz Lapraka stationiert. Die Sowjetunion stattete es mit vier Po-2-Schulflugzeugen aus. Es folgte eine Bestellung von elf Jak-9P-Jägern und einem Jak-9V-Schulflugzeug, die jedoch nach der Anschaffung weiterer Flugzeuge auf zwölf Jak-9P-Jäger geändert wurde.
Später leistete die Sowjetunion weiterhin Unterstützung mit sechs Jak-11-Schulflugzeugen, vier Jak-18-Schulflugzeugen und achtzehn Jak-18A-Schulflugzeugen. Die ersten Hubschrauber der albanischen Luftwaffe waren drei Mi-1 Hair und sieben Mi-4A Hound. Das erste mit Radar ausgerüstete Flugzeug der albanischen Luftwaffe war ein taktischer Bomber vom Typ Il-28 Beagle.
1955 flogen die Luftstreitkräfte erstmals mit Jets; die 24 MiG-15 Fagot-Kampfflugzeuge und acht F-2 Fagot-Kampfflugzeuge aus China waren in Kuçova stationiert, einem neu erbauten vollwertigen Luftwaffenstützpunkt. Im Jahr 1957 wurde eine Transportabteilung aufgebaut. 1962 wurde am Flughafen Tirana das neue Luftstreitkräfte-Regiment stationiert. Die Transportflugzeuge waren eine Il-14M Krait, eine Avia 14T Krait aus der Tschechoslowakei und zwei VEB-14P Kraits aus der DDR. Die ersten Jet-Trainer waren vier MiG-15UTI Midgets, vier in der Tschechoslowakei gebaute CS.102 Midgets und elf in China hergestellte FT-2 Midgets. Die albanische Luftwaffe erwarb zwölf Abfangjäger des Typs MiG-19PM Farmer E als ihre ersten mit Radar ausgestatteten Allwetterjäger sowie drei Frontjäger des Typs MiG-19 Farmer A für Trainingszwecke.
Um die Effizienz des Flugbetriebs weiter zu verbessern, wurde auch der Ausbau des Flugplatzes Lapraka vorangetrieben. An verschiedenen Standorten wurden Flugschulen eingerichtet. Darüber hinaus wurden drei Il-28R Beagle-Fotoaufklärungsflugzeuge, vier Il-14TG Krait-Transporter und ein Il-14G Krait-Transporter geliefert. Bis 1960 wurden vier Mi-1T Hare-Transporthubschrauber, zwölf taktische MiG-15bisR Fagot-Aufklärungsflugzeuge, sechs Mi-4AV Hound A-Kampfhubschrauber, vier MiG-19S Farmer C-Frontjäger und 18 MiG-19P Farmer B-Abfangjäger importiert.
1961 war es zum Abbruch der diplomatischen Beziehungen zwischen der Volksrepublik Albanien unter Enver Hoxha und der Sowjetunion gekommen, was sich auch auf die Lieferungen sowjetischer Waffentechnik an die albanischen Luftstreitkräfte auswirkte. In der Folge blieb nur noch die Möglichkeit, Fluggeräte aus der Volksrepublik China zu beziehen, mit der im gleichen Jahr ein Bündnis geschlossen worden war. So gelangten in den folgenden Jahrzehnten hauptsächlich chinesische Lizenzbauten sowjetischer Flugzeuge nach Albanien.

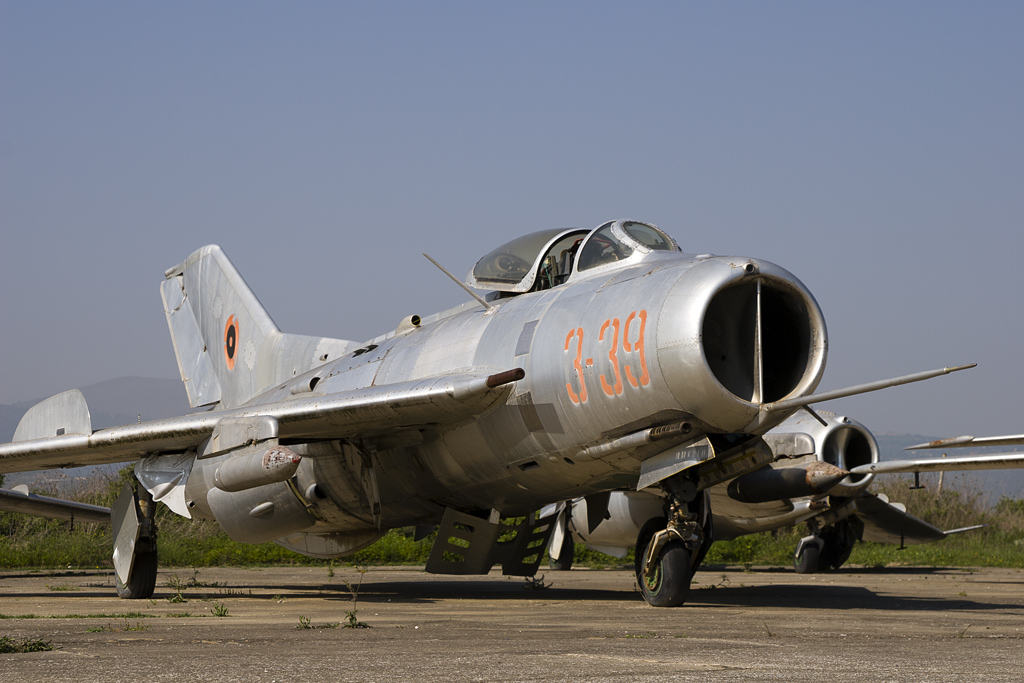
Albanische F-6 (MiG-19)

Die Zahl der aus China importierten Flugzeuge war sehr groß und umfasste zwölf F-7A Fishcan-Frontjäger (MiG-21F-13), 84 F-6C Farmer-Frontjäger, vier taktische Aufklärungsflugzeuge vom Typ FR-6 Farmer und 19 zweisitzige Schulflugzeuge vom Typ FT-6 Farmer (MiG-19S/JZ-6/JJ-6), 70 F-5 Fresco-Frontjäger und acht zweisitzige Schulflugzeuge vom Typ FT-5 Fresco (MiG-17F/JJ-5), ein taktischer Bomber vom Typ B-5 Beagle, 13 leichte Transportflugzeuge vom Typ Y-5 Colt (An-2), 31 Kampftransporthubschrauber vom Typ Z-5B Hound und sechs Salontransporthubschrauber vom Typ Z-5D (Mi-4A/Mi-4S), zehn fortgeschrittene Schulflugzeuge vom Typ BT-6 und zehn fortgeschrittene Schulflugzeuge vom Typ BT-6A (CJ-6/CJ-6A).
Im Jahr 1974 wurde der Militärflugplatz Gjadër eröffnet, so dass auch in Nordalbanien eine Basis zur Verfügung stand.
Nachdem sich Albanien 1978 auch mit China überworfen hatte und das Land immer mehr in die außenpolitische Isolation abgeglitten war, lieferte selbst diese Seite keine modernen Geräte mehr. So war beim Sturz der kommunistischen Regierung im Jahr 1990 der Flugzeugpark der albanischen Armee hoffnungslos veraltet. Zum Ende 1991 standen noch etwa 90 Jagd- und Jagdbomber, hauptsächlich F-4 und F-6 sowie etwa zwölf F-7, im aktiven Dienst. Dazu kamen für Transportaufgaben etwa sechs Li-2, drei Il-14M von Albtransport, etwa zehn chinesische An-2 (Y-5) und acht Hubschrauber Z-5 (Mi-4). Für die Jagdpilotenausbildung standen ungefähr sechs MiG-15UTI (FT-2) zur Verfügung. Die Grundausbildung wurde mit über dreißigjährigen Jak-11 und Jak-18 (CJ-5) durchgeführt.
Das schwerste Unglück der albanischen Luftstreitkräfte ereignete sich am 22. November 1989, als zwei Hubschrauber Z-5 bei schlechtem Wetter in der Nähe des Dorfes Vuno und des Llogara-Passes mit Bergen kollidierten. Sie waren dabei, Verletzte eines Busunfalls bei Kudhës (Himara) nach Tirana zu transportieren. Bei den Abstürzen verloren alle 21 Insassen ihr Leben, zwei weitere beim Busunfall. Anfang der 90er Jahre kam es zu mehreren Abstürzen: Der letzte eines Düsenflugzeugs fand am 16. September 2004 statt, als ein bewaffneter Militärjet, ein chinesischer Lizenzbau der MiG-19, gleich nach dem Start in Tirana am Rand des Flughafengeländes zerschellte. Der Pilot kam dabei ums Leben. Am 16. Juli 2006 stürzte eine Bell 222 ins Adriatische Meer, die den verletzten Gramoz Pashko zur Behandlung nach Italien transportiere. Alle sechs Insassen starben. Im April 2016 stürzte ein Eurocopter 145 in den Skutarisee, wobei zwei Piloten ums Leben kamen. 2024 nahm die albanische Luftwaffe die ersten beiden Sikorsky UH-60 Black Hawks in Betrieb.

## Organisation
Die albanischen Luftstreitkräfte verfügen heute über den Flugplatz Kuçova, den Hubschrauberstützpunkt Farka und verschiedene Einrichtungen zur technischen und logistischen Unterstützung der Truppe.

## Aufgaben
Neben der Überwachung des Luftraums, gehört auch die Durchführung von Such- und Rettungsmissionen zu den Aufgaben der Luftwaffe.
Da Albanien aktuell über keine eigenen Strahlflugzeuge verfügt, wird die Sicherung des staatlichen Luftraums von griechischen und italienischen Kampffliegern übernommen.

## Ausrüstung
Die albanischen Luftstreitkräfte betreiben 19 Hubschrauber (Stand Ende 2022) und einige weitere Fluggeräte, aber keine Kampfflugzeuge.
| Luftfahrzeuge            | Bild         | Herkunft                    | Verwendung                     | Version              | Aktiv     | Bestellt  | Anmerkungen                                                                                      |
| Flugzeuge                | Flugzeuge    | Flugzeuge                   | Flugzeuge                      | Flugzeuge            | Flugzeuge | Flugzeuge | Flugzeuge                                                                                        |
| ------------------------ | ------------ | --------------------------- | ------------------------------ | -------------------- | --------- | --------- | ------------------------------------------------------------------------------------------------ |
| Airbus A319-100 ACJ      | Beispielbild | Deutschland                 | Regierungsflugzeug             | ACJ319               | 1         |           | Das Flugzeug wird unter der türkischen Registrierung TC-ANA von der türkischen Regierung geleast |
| Hubschrauber             |              |                             |                                |                      |           |           |                                                                                                  |
| Bell 206                 |              | Vereinigte Staaten Italien  | Leichter Mehrzweckhubschrauber | AB-206C-1            | 5         |           |                                                                                                  |
| Bölkow Bo 105            |              | Deutschland                 | Leichter Mehrzweckhubschrauber | Bo 105 E-4           | 4         |           |                                                                                                  |
| Bell 205                 |              | Vereinigte Staaten/ Italien | Transporthubschrauber          | AB-205A-1            | 3         |           |                                                                                                  |
| Aérospatiale AS 332      |              | Frankreich                  | Transporthubschrauber          | AS 532               | 4         |           |                                                                                                  |
| Sikorsky UH-60           | Beispielbild | Vereinigte Staaten          | Transporthubschrauber          | UH-60A               | 2         | 2         | Beschaffung von insgesamt sechs Maschinen geplant                                                |
| AgustaWestland AW109     | Beispielbild | Italien                     | VIP-Hubschrauber               |                      | 1         |           |                                                                                                  |
| Eurocopter EC145         | Beispielbild | Europäische Union           | VIP-Hubschrauber               |                      | 2         |           | eine weitere Maschine 2016 abgestürzt                                                            |
| Unbemannte Luftfahrzeuge |              |                             |                                |                      |           |           |                                                                                                  |
| AeroVironment RQ-20 Puma | Beispielbild | Vereinigte Staaten          | Aufklärungsdrohne              | RQ-20B Puma Block AE | 6         |           |                                                                                                  |
| Bayraktar TB2            | Beispielbild | Türkei                      | Kampf- und Aufklärungsdrohne   |                      |           | 6         |                                                                                                  |